# Dafydd James
Dafydd Rhys James (Mufulira, 24 luglio 1975) è un rugbista a 15 gallese di ruolo centro-ala.
Nato il 24 luglio 1975 a Mufulira (Zambia).
Ha indossato la maglia della Nazionale gallese per la prima volta il 22 giugno 1996 contro l'Australia (42-3 per gli australiani).